# Pululan
Pululanul sau E1204 este un polimer polizaharidic format din unități de maltotrioză, cunoscut și sub numele de α-1,4- ;α-1,6-glucan'. Trei unități de glucoză din maltotrioză sunt conectate printr-o legătură glicozidică de tipul α-1,4, în timp ce unitățile consecutive de maltotrioză sunt conectate între ele printr-o legătură glicozidică α-1,6. Pululanul este produs din amidon de către ciuperca Aureobasidium pullulans. Pullulanul este utilizat în principal de celulă pentru a rezista la uscare și la prădători. Prezența acestei polizaharide facilitează, de asemenea, difuzia moleculelor atât în interiorul, cât și în exteriorul celulei.
Este utilizat ca aditiv alimentar cu rol de agent de glazurare, agent de îngroșare și stabilizant. Se folosește pentru obținerea capsulelor și comprimatelor în suplimentele alimentare, precum și pentru bomboanele utilizate pentru împrospătarea respirației.